# 犬山検査場猿投検車支区
座標: 北緯35度7分17秒 東経137度10分43秒 / 北緯35.12139度 東経137.17861度
猿投検車支区（さなげけんしゃしく）は、愛知県豊田市青木町にある名古屋鉄道（名鉄）の車両基地である。従前の施設名は猿投検車区（さなげけんしゃく）。犬山検査場に所属する検車支区の一つで三河線猿投駅構内にある。

## 概要
1979年（昭和54年）、豊田線の開業に合わせて開設された車両基地。敷地面積4,195 m2 、建築面積は1,653 m2 、車両の検査、留置および清掃等を行う。配線略図のように旧西中金駅方面（左側）に向かって分岐があるため、車両は廃線区間の一部を流用した引き上げ線を通ってスイッチバックする格好で出入庫する。
かつては新川工場所属の鳴海検車区のさらに下部の組織と位置付けられていたが、組織再編で現在は犬山検査場に所属している。
所属車両の重要部検査および全般検査は舞木検査場（回送列車は知立駅で直接折り返して出入庫することができないため、一旦豊明駅まで行って折り返す）、車輪削正は犬山検査場または新川検車支区で実施される。
構内には6両編成対応の検査線2本と留置線3本、洗浄線2本（内1本は自動洗車機付き）があり、4両編成6本相当の留置が可能である。また、2004年に廃止された西中金方面への本線を転用した引き上げ線が1本存在する。本検車支区は収容数に余裕があるため新造車両や廃車予定の車両の疎開留置が行われる場合があり、最近では1700系や5000系、後者では1000系（全車特別車編成）や7000系が留置されたこともある。

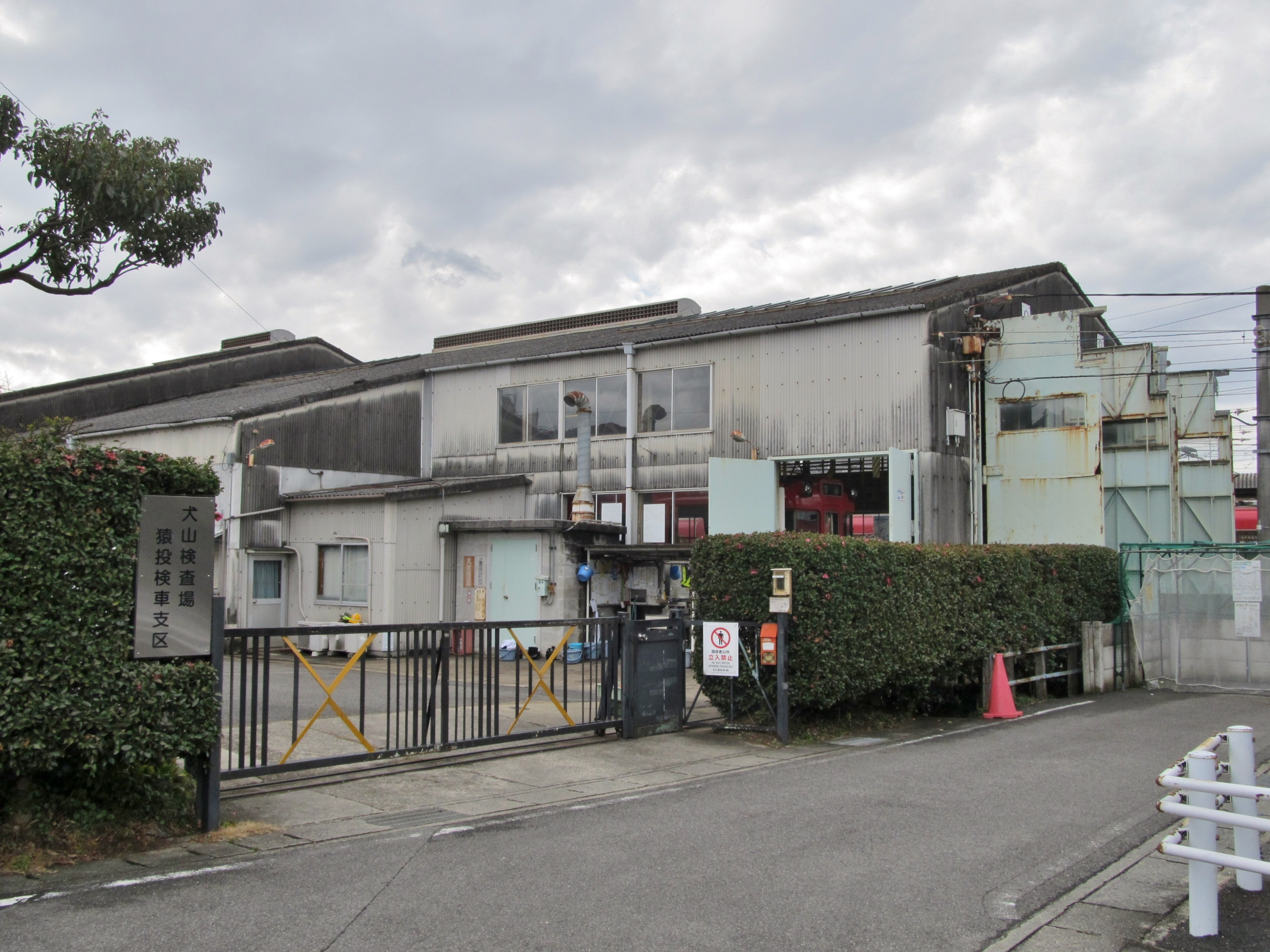
検車支区入口
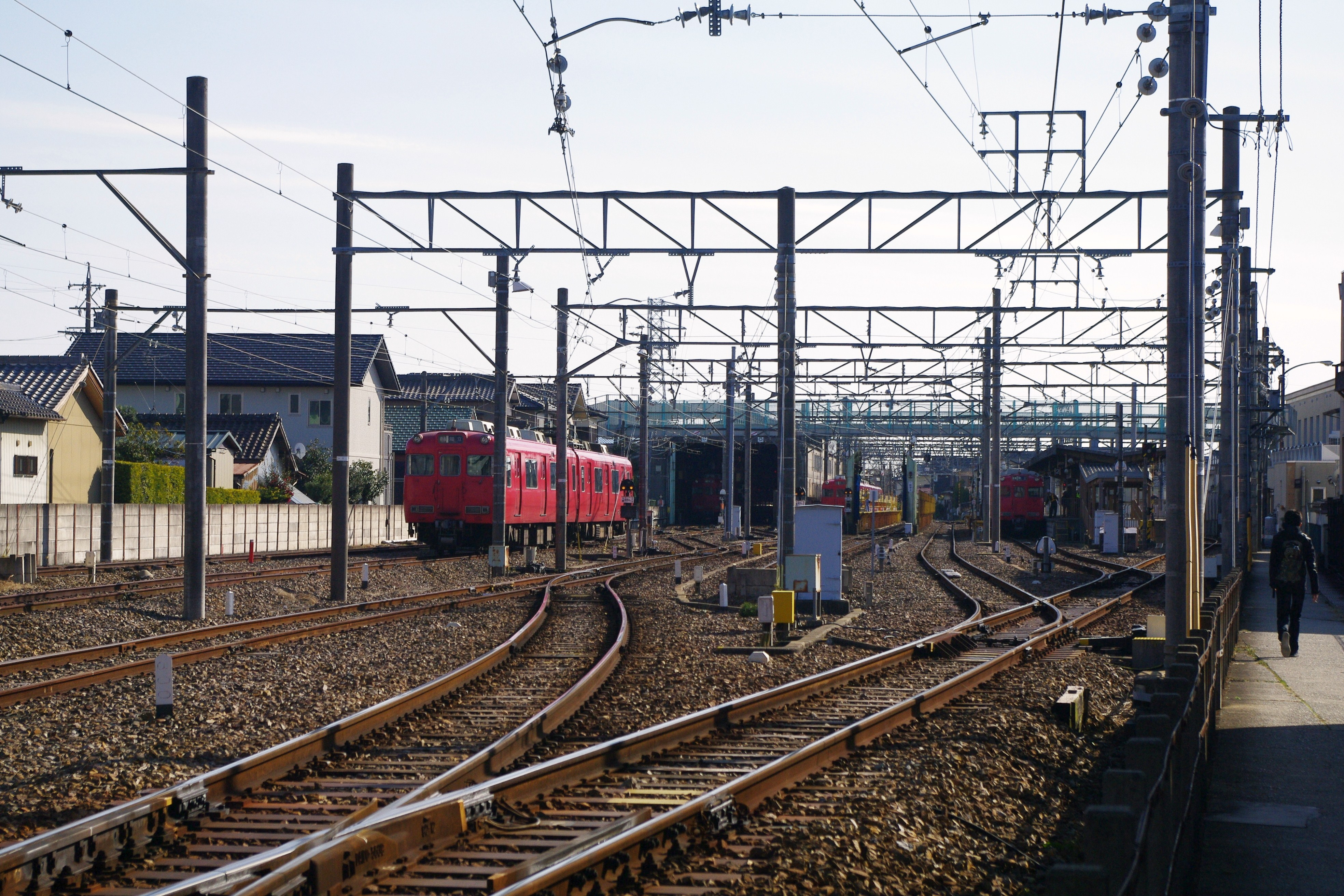
留置線全景

|            | 猿投検車支区 配線略図 |
| 凡例 出典: |                       |

## 歴史
- 1979年（昭和54年） - 豊田線の開業に合わせて開設。
- 1985年（昭和60年） - 三河線末端区間に導入されたレールバス向けの設備が追加される。
- 1993年（平成5年） - 豊田線6両編成化に対応するため、検査線を延長。
- 2004年（平成16年） - 三河線末端区間廃止に伴い、レールバスの整備を終了。

## 所属車両
豊田線
- 100系・200系
  - 6両編成11本の66両が所属している。これは100系・200系の全車両である。

三河線
- 6000系（三河線ワンマン運転対応編成）
  - 2両編成12本、4両編成8本の計56両が所属している。

## 過去の所属車両
2004年（平成16年）4月1日に廃止となるまで、三河線を走る全ての気動車（レールバス）が所属していた。これらは、検査や給油のために電化区間を走行することもあった。キハ10形は3両（1995年（平成7年）にキハ30形と交代し全車廃車）、キハ20形は5両（2001年（平成13年）に先に2両が廃車）、キハ30形は4両（2001年（平成13年）の八百津線廃止に伴い2両転入）所属していた。
- 7700系
- 7100系
- キハ10形
- キハ20形
- キハ30形